# Cunctos populos
Das Edikt Cunctos populos wurde am 28. Februar 380 in Thessaloniki vom römischen Kaiser Theodosius I. auch im Namen seiner Mitkaiser Gratian und Valentinian II. verabschiedet. Es sollte die Einheit der christlichen Kirche als Bekenner der nizänischen Trinitätslehre erzwingen und bedrohte Christen, die abweichende Glaubensüberzeugungen hatten, mit Strafen.
Während es in der Regierungszeit Konstantins II. üblich gewesen war, dass der Kaiser sich vor Promulgierung von Religionsgesetzen mit kirchlichen Beratern abstimmte, handelte Theodosius eigenständig als Oberhaupt des Reichs „in seiner Verantwortung für die Festlegung des rechten Glaubens“.

## Vorgeschichte
Das 4. Jahrhundert ist dogmengeschichtlich zunächst durch Diskussionen um die Göttlichkeit Christi bzw. seine Wesensgleichheit (Altnizäner) oder Wesensähnlichkeit (Homöer) mit Gott-Vater geprägt, die zum Ende des Jahrhunderts den Heiligen Geist als dritte göttliche Person miteinbeziehen, so dass jene (neunizänische) Trinitätslehre entstand, die in der Regierungszeit des Kaisers Theodosius durch das Konzil von Konstantinopel als rechtgläubig proklamiert wurde.
Kaiser Valens regierte von 364 bis zu seinem Tod in der Schlacht von Adrianopel (378). In seiner Kirchenpolitik lassen sich drei Phasen unterscheiden: Gleich nach Regierungsantritt intervenierte er stark zugunsten der Homöer, weil er sich davon Frieden und Eintracht in der Kirche versprach. Von 366 bis 373 beschränkte er sich auf Begünstigung der Homöer und milden Druck auf Andersgesinnte. Ab 373 verfolgte er das Ziel einer homöischen Reichskirche wieder mit allem Nachdruck. Trotz kaiserlicher Förderung verloren die Homöer an Rückhalt, während die konkurrierende kirchliche Partei, die Nizäner (nach dem Bekenntnis von Nicäa), Zulauf hatten. Ganze Landschaften wie das außenpolitisch wichtige Kappadokien, Syrien-Palästina und Ägypten, blieben unter Valens nizänisch geprägt, und Bekenner des Nizänums erreichten Spitzenämter in Militär und Verwaltung. Hinzu kam, das die katastrophale römische Niederlage bei Adrianopel und der Tod des homöerfreundlichen Kaisers von den Zeitgenossen als göttliches Strafgericht interpretiert wurde, was den Trend zugunsten des Nizänertums weiter verstärkte. Valens’ Nachfolger Gratian versuchte eine religionspolitisch neutrale Positionierung. Er befahl am 3. August 379, den innerkirchlichen Streit einzustellen. Nur der „katholische Glaube“ solle gelten. Es war naheliegend, dass Gratian damit die Nizäner meinte; er legte sich aber nicht fest. Als Nachfolger Gratians war es Theodosius wichtig, diesen durch eine eindeutig pro-nizänische Positionierung zu überbieten.

## Adressaten
Die Adressaten sind „alle Völker (cuncti populi)“, über die Theodosius regierte. Im Sprachgebrauch der kaiserlichen Kanzlei war populus die Bürgergemeinde oder Stadtbevölkerung beispielsweise Roms, Antiochias usw. Pedro Barceló und Gunther Gottlieb betonen, dass in der Spätantike ein korporatives Verständnis der Untertanen des Imperium Romanum herrschte: die Gesamtheit der städtischen Einwohnerschaften (= populi). Wenn das Edikt eingangs in formelhafter Weise „alle populi“ als Adressaten nennt, so heißt das nach Barceló und Gottlieb lediglich, dass die kaiserliche Willensäußerung überall bekanntgemacht werden sollte und sich an alle richtete. De facto, so Hartmut Leppin, sollte das Edikt die kirchlichen Verhältnisse in Konstantinopel zugunsten der Nizäner entscheiden. Da die meisten Gesetze in der Spätantike nur in den Ämtern und Orten bekannt wurden, an die sie adressiert waren, sei schwer einschätzbar, was die Bevölkerung außerhalb Konstantinopels davon mitbekam; „man sollte aber mit keiner gründlichen Kenntnis des Textes und seiner Bedeutung rechnen.“

## Zielsetzung
Der Kaiser bekannte sich mit dem Edikt Cunctos populos zur nizänischen Trinitätslehre, wie sie von den Bischöfen von Rom und Alexandria (allen voran Athanasius) vertreten wurde. Diesen Nizänern als den einzigen „katholischen Christen“ seien alle Kirchen in Konstantinopel zu überlassen. Ihre innerkirchlichen Gegner wurden im Edikt als Häretiker delegitimiert. Ihnen drohte das Edikt die göttliche Rache, aber auch staatliche Strafmaßnahmen an. Das hieß vor allem, dass homöische Bischöfe abgesetzt wurden und ihre Kirchen den Nizänern übergeben wurden. Ein prominentes Beispiel war die Absetzung des homöischen Bischofs von Konstantinopel am Tag, als Theodosius in der Residenzstadt einzog (25. November 380). Zwei Tage später setzte Theodosius Gregor von Nazianz, einen führenden neunizänischen Theologen, als Bischof von Konstantinopel ein und übergab ihm die zuvor von Homöern genutzte Apostelkirche.
Theodosius unterstützte die Zusammenkunft des Konzils von Konstantinopel im Mai 381, das einerseits die neunizänische Trinitätslehre verbindlich machte (Glaubensbekenntnis von Nicäa-Konstantinopel), andererseits die Besetzung des Bischofsstuhls von Konstantinopel behandelte. Gregors kirchenrechtlich korrekte Inthronisation wurde nämlich in Frage gestellt, Gregor trat zurück und wurde durch den vom Kaiser befürworteten Nectarius ersetzt. Nach dem Konzil häuften sich während der ganzen weiteren Regierungszeit des Theodosius Dekrete gegen Christen, die das Glaubensbekenntnis von Nicäa-Konstantinopel nicht anerkannten. Am 19. Juli 381 wurden sie mit dem Kirchenbann belegt, am 30. Juli wurden alle ihre Kirchen den Katholiken übereignet.
Dagegen betonen Barceló und Gottlieb, dass das Edikt Cunctos populos keinen Hinweis darauf enthalte, dass „heidnische Kulte eingeschränkt, behindert oder gar verboten worden wären. […] Es gibt auf der anderen Seite Belege genug, die eine gelassene Haltung des Kaisers gegenüber dem Heidentum bezeugen.“ Als Theodosius am 21. Dezember 381 ein Dekret erließ, das Opferhandlungen verbot, welche im Dienst der Zukunftserforschung standen, ging es demnach nicht um heidnische Opfer schlechthin, sondern um ganz bestimmte Praktiken, die als staatsgefährdend galten und deshalb seit Augustus und Tiberius mehrfach untersagt worden waren. Prominente Heiden konnten in der Regierungszeit des Theodosius im Osten wie im Westen in höchste Staatsämter aufsteigen, während für nicht-nizänische Christen ein striktes Ämterverbot galt. Ein „Wermutstropfen“ des Edikts war nach Leppin für die nizänischen Theologen, dass der Kaiser sich in großer Nähe zur Gottheit sah, die ihn mit der Bestrafung der Häretiker beauftragte. Aus ihrer Sicht wäre es vorzuziehen gewesen, wenn sich der Herrscher den Gotteswillen von einem nizänischen Kleriker hätte interpretieren lassen.

## Text
Das Edikt Cunctos populos (Codex Theodosianus 16,1,2) – Wortlaut auf Latein und Deutsch
| Imperatores Gratianus, Valentinianus et Theodosius Augusti edictum ad populum urbis Constantinopolitanae | Edikt der Kaiser Gratian, Valentinian und Theodosius an das Volk der Stadt Konstantinopel. |
| CUNCTOS populos, quos clementiae nostrae regit temperamentum, in tali volumus religione versari quam divinum petrum apostolum tradidisse romanis religio usque ad nunc ab ipso insinuata declarat quamque pontificem damasum sequi claret et petrum alexandriae episcopum virum apostolicae sanctitatis hoc est, ut secundum apostolicam disciplinam evangelicamque doctrinam patris et filii et spiritus sancti unam deitatem sub parili maiestate et sub pia trinitate credamus. Qui divinae legis sanctitatem aut nesciendo confundunt aut negligendo violant et offendunt, sacrilegium committunt. | Es ist unser Wille, daß alle Völker, die die Zurückhaltung unserer Milde regiert, in dem Glauben leben, den der heilige Apostel Petrus den Römern überliefert hat, was dieser von ihm selbst eingeführte Glaube bis heute zeigt. Und es ist klar, daß der Bischof Damasus ihm folgt, ebenso Petrus, der Bischof von Alexandria, ein Mann von apostolischer Heiligkeit. Das heißt, daß wir in Übereinstimmung mit der apostolischen Unterweisung und der evangelischen Lehre an eine Gottheit des Vaters, des Sohnes und des Heiligem Geistes in gleicher Majestät und frommer Dreiheit glauben sollen. Diejenigen aber, die die Unverletzlichkeit des göttlichen Gesetzes entweder durch Unkenntnis verwirren oder durch Geringschätzung verletzen oder beschädigen, begehen ein Sakrileg. |
| Hanc legem sequentes christianorum catholicorum nomen iubemus amplecti, reliquos vero dementes vesanosque iudicantes haeretici dogmatis infamiam sustinere, nec conciliabula eorum ecclesiarum nomen accipere, divina primum vindicta, post etiam motus nostri, quem ex caelesti arbitrio sumpserimus, ultione plectendos. | Wir befehlen, daß die, die diesem Gesetz folgen, den Namen „katholische Kirche“ tragen dürfen, die übrigen aber, die wir öffentlich zu Verrückten und Wahnsinnigen erklären, den Schmach ertragen müssen, einer häretischen Lehre zu folgen, und die Gebäude ihrer Versammlungen nicht den Namen „Kirche“ tragen dürfen. Sie sollen zuerst durch die göttliche Strafe, dann auch durch unser Vorgehen, das wir von der himmlischen Macht empfangen haben, Strafe erleiden. |
| Data III Kalendae Martii Thessalonicae Gratiano Augusto V et Theodosio Augusto I consulibus. | Erlassen am 28. Februar in Thessalonike, im Jahr des fünften Konsulats Grantians und des ersten Konsulats des Theodosius. |

## Rezeption
Die Redaktoren des Codex Theodosianus von 438 fanden das Edikt Cunctos populos wahrscheinlich in den Archiven von Konstantinopel und setzten es an den Anfang der Konstitutionen über die Trinitätslehre und den katholischen Glauben (Buch 16). Der letzte Satz des ersten Abschnitts („Diejenigen aber, die die Unverletzlichkeit des göttlichen Gesetzes entweder durch Unkenntnis verwirren oder durch Geringschätzung verletzen oder beschädigen, begehen ein Sakrileg“) wurde von den Redaktoren an dieser Stelle gestrichen und nach Codex Theodosianus XVI, 2 verschoben. Der Codex Iustinianus (erste Fassung 529, zweite Fassung 534) beginnt mit dem Kirchenrecht und stellt das Edikt Cunctos populos in dieser bearbeiteten Fassung dem Gesamtwerk programmatisch voran.

## Forschungsgeschichte
Hermann Dörries sah als kaiserliche Intention im Edikt Cunctos populos die Errichtung einer „Reichs- oder Staatskirche“. Nach 1945 erlangte die These, Theodosius habe das Christentum in seiner neunicänischen Fassung als „Staatsreligion“ durchsetzen wollen, durch Wilhelm Enßlin und Adolf Lippold im deutschsprachigen Raum weite Verbreitung. Neuere Arbeiten stellen dies infrage.